# 24 Цефея
24 Цефея — одиночная жёлтая звезда в созвездии Цефея. Видимая звездная величина звезды - 4,79. Расстояние до этой звезды, основанное на годовом смещении параллакса, составляет около 388 световых лет. Она приближается к нам со скоростью в 17км/с.
Звезда является эволюционировавшей жёлтой звездой G-типа и, следовательно, является жёлтым гигантом.